# رهبران (مجموعه تلویزیونی ارمنستانی)
رهبران (ارمنی: Առաջնորդները؛ انگلیسی: The Leaders) یک مجموعه تلویزیونی درام رمانس ارمنستانی ۴۰ دقیقه‌ای محصول سال ۲۰۱۵ کشور ارمنستان به کارگردانی دیانا گریگوریان،  می‌باشد. این مجموعه از روز ۲۱ سپتامبر ۲۰۱۵ از آرمنیا تی‌وی شروع به نمایش درآمد. بیشتر داستان این مجموعه در ایروان در ارمنستان اتفاق می‌افتد. این مجموعه تلویزیونی در قزاقستان نیز پخش شده است.

## بازیگران
- دیانا گریگوریان
- کارن آصلانیان
- آیدا باباجانیان
- ژانا بوتولیان[ب]
- آرا دقتریکیان
- آلکساندر خاچاتریان
- مری ماکاریان[پ]
- داویت تائوسیان[ت]
- آلبرت صافاریان
- نارینه دیلانیان[ث]
- استپان قامباریان[ج]

## یادداشت
1. ↑  Diana Grigoryan
2. ↑  Janna Butulyan
3. ↑  Meri Makaryan
4. ↑  David Tadevosyan
5. ↑  Narine Dilanyan
6. ↑  Stephan Ghambaryan